# Batalha de Hiélio e Limoquir
A Batalha de Hiélio e Limoquir (em grego:  Hyelion e Leimocheir) foi uma emboscada preparada pelo exército bizantino num vau do rio Meandro que destruiu completamente um exército dos turcos seljúcidas que vinha atacando a região e já havia saqueado diversas cidades bizantinas.

## Contexto
Depois da derrota do imperador bizantino Manuel I Comneno na Batalha de Miriocéfalo em 1176, os bizantinos não conseguiram implementar todas as condições que lhes foram impostas, principalmente a destruição das fortalezas fronteiriças, uma exigência que o sultão seljúcida Quilije Arslã II havia imposto como pré-requisito para o fim da guerra. Um substancial exército de cavalaria turco que incluía forças auxiliares formadas por nômades turcomanos foi enviado para atacar o território bizantino na região do vale do Meandro, na Anatólia Ocidental, numa campanha punitiva. Os bizantinos enviaram um exército liderado pelo general João Comneno Vatatzes, o sobrinho do imperador, para interceptá-lo. Vatatzes recebeu dois outros generais como subordinados, Constantino Ducas e Miguel Aspieta, e conseguiu alguns reforços conforme seu exército marchava em direção aos invasores.

## Batalha
A data exata da batalha é desconhecida, mas acredita-se que tenha ocorrido no ano de 1177 com base no ponto do texto de Nicetas Coniates em que ela aparece.
Os turcos, que tinham ordens de arrasar a região do vale do Meandro até a costa do mar Egeu, saquearam os assentamentos bizantinos de Trales, Antioquia, Luma e Pantaquir. Por conta disso, eles estavam carregados com espólios, incluindo - poeticamente - água do mar, um remo e areia da praia. Estes fardos reduziram drasticamente a velocidade com que o exército se movia e diminuíram sua mobilidade tática. O comboio já estava retornando para o território turco quando se aproximou de um "gargalo" na marcha onde a grande estrada para o oriente cruzava o rio Meandro numa ponte (provavelmente já arruinada ou decrépita), perto das vilas (ou fortalezas) de Hiélio e Limoquir Os bizantinos haviam se escondido e estavam divididos em dois corpos-de-exército separados pelo rio. Eles pegaram o exército seljúcida numa emboscada justamente quando ele cruzava o rio, destruindo-o.
As tropas leves bizantinas tiveram um importante papel na batalha. Posicionadas em terreno elevado, elas conseguiram fazer "chover flechas" sobre os indefesos seljúcidas, muitos dos quais caíram no rio e morreram afogados. O comandante turco, conhecido como "Atapaco" nas fontes gregas - evidentemente um atabegue -, tentou ajudar suas tropas que cruzavam o rio juntando seus cavaleiros mais bem armados para atacar os bizantinos. Como não teve sucesso, ele tentou então cruzar o rio pela água, montado no seu cavalo. Porém, quando ele alcançou a margem oposta, foi facilmente morto por um soldado alano do exército bizantino. Depois da morte de seu comandante, as tropas seljúcidas fugiram desordenadamente, com um grande número se afogando no rio. Coniates afirma que apenas um punhado, dentre milhares que tentaram, conseguiram escapar. Do lado bizantino, o general Miguel Aspietes acabou se afogando no Meandro quando foi derrubado pelo seu cavalo ferido.

## Consequências
A batalha foi uma importante vitória bizantina e sublinhou o quão limitados foram os efeitos da derrota bizantina na Batalha de Miriocéfalo sobre o controle bizantino na Anatólia. A vitória ainda foi seguida por expedições punitivas contra os nômades turcomanos que viviam na região do alto vale do Meandro.
É importante notar que a estratégia bizantina nesta batalha, emboscando um exército atacante em sua viagem de retorno - quando ele já estava carregado de espólios e levando prisioneiros -, é exatamente o que prescrito nos tratados militares bizantinos muito anteriores, como o Tática de Leão VI (r. 886–912).
O imperador Manuel morreu em 1180 e seu filho, Aleixo II Comneno, ainda era menor de idade, o que deixou o governo sob o comando de uma regência. Sem a poderosa presença de Manuel, a vantagem militar bizantina na Anatólia rapidamente se deteriorou. O sultão Quilije Arslã invadiu o império em 1182 quando os bizantinos estavam ocupados com o golpe de estado do primo de Aleixo II, Andrônico Comneno, e, logo depois do cerco de Cotieu, capturou as cidades de Sozópolis e Cotieu.